# Cleistochloa rigida
Cleistochloa rigida là một loài thực vật có hoa trong họ Hòa thảo. Loài này được (S.T.Blake) Clayton mô tả khoa học đầu tiên năm 1987.